# Gåsskär (Finström, Åland)
Gåsskär är en ö i Åland (Finland). Den ligger i Skärgårdshavet och i kommunen Finström i landskapet Åland, i den sydvästra delen av landet. Ön ligger omkring 12 kilometer norr om Mariehamn och omkring 270 kilometer väster om Helsingfors.
Öns area är 3,4 hektar och dess största längd är 380 meter i sydöst-nordvästlig riktning. Ön höjer sig omkring 15 meter över havsytan.